# Роджер Нідгем
Роджер Нідгем (англ. Roger Needham; 9 лютого 1935, Шеффілд, Саут-Йоркшир, Велика Британія — 1 березня 2003, Віллінгем, Кембриджшир, Велика Британія) — британський вчений у галузі теорії обчислювальних систем, експерт в галузі комп'ютерної безпеки, Командор Ордена Британської імперії, член Лондонського королівського товариства, член Королівської інженерної академії наук Великої Британії.

## Біографія

### Ранні роки
Роджер Нідгем народився 9 лютого 1935 року в Шеффілді (графство Саут-Йоркшир), розташованому в Північній Англії на річці Шиф. Він був єдиною дитиною в родині Льон і Моллі Нідгем, які познайомилися ще студентами в університеті Бірмінгема. У нього було щасливе дитинство в Шеффілді. Пізніше він почав вчитися в одній з шкіл міста, продовживши навчання в гімназії для хлопчиків у місті Донкастер.
Роджер рано навчився читати і все життя залишався читачем з широким кругозором. Його батько, Льон Нідгем, був інженером, знайомим з усіма проблемами створення і підтримки працездатності складної системи (нехай це і була всього лише система по переробці вугілля), тому Роджер мав деяке уявлення про обчислювальні системи і, звичайно, чудову підготовку з математики. Крім того, він рік вивчав філософію.
У 1953 році Роджер Нідгем вступив до Кембриджського університету, який і закінчив у 1956 році, отримавши ступінь бакалавра математики та філософії.

### Початок наукової діяльності

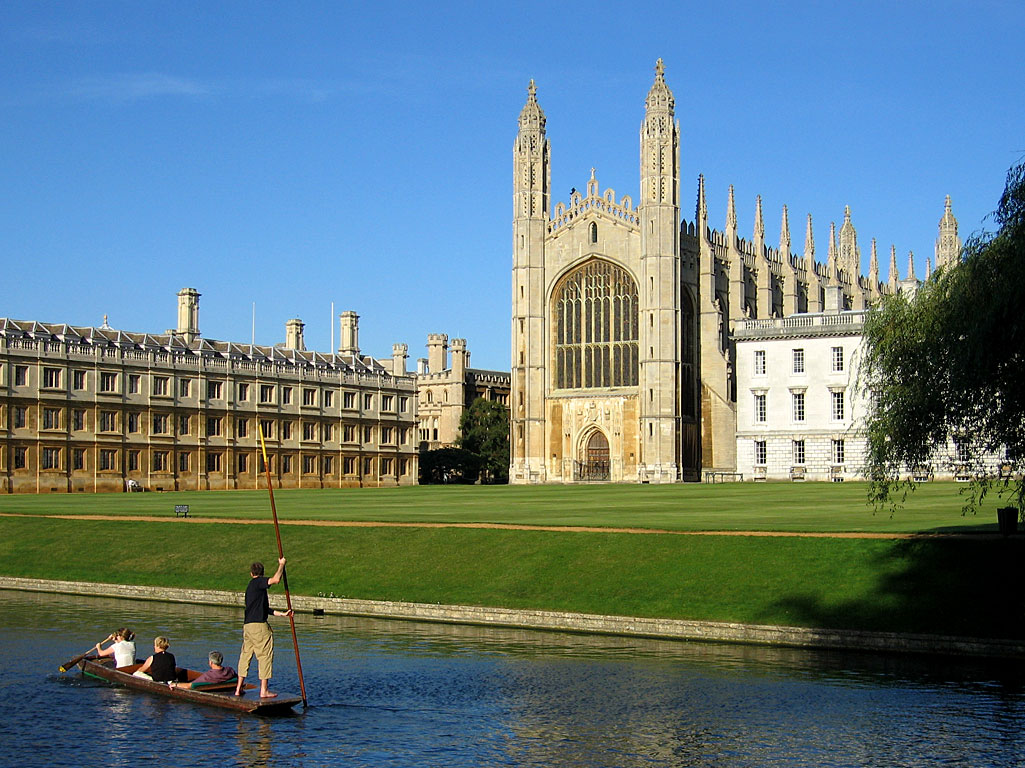
Кембридж

У 1956 році, останньому році навчання в Кембриджі, Роджер Нідгем дізнається про Cambridge Language Research Unit. Спочатку це була група людей, які цікавилися мовою та перекладом, згодом фінансована для проведення досліджень з автоматичного перекладу. Роджера зацікавила сфера обчислень, тому він захистив диплом в галузі обчислювальної математики та автоматичних обчислень у 1957 році.

## Особисте життя
Роджер Нідгем був одружений з Карен Спарк Джонс.